# سيافوش بيك غورجي

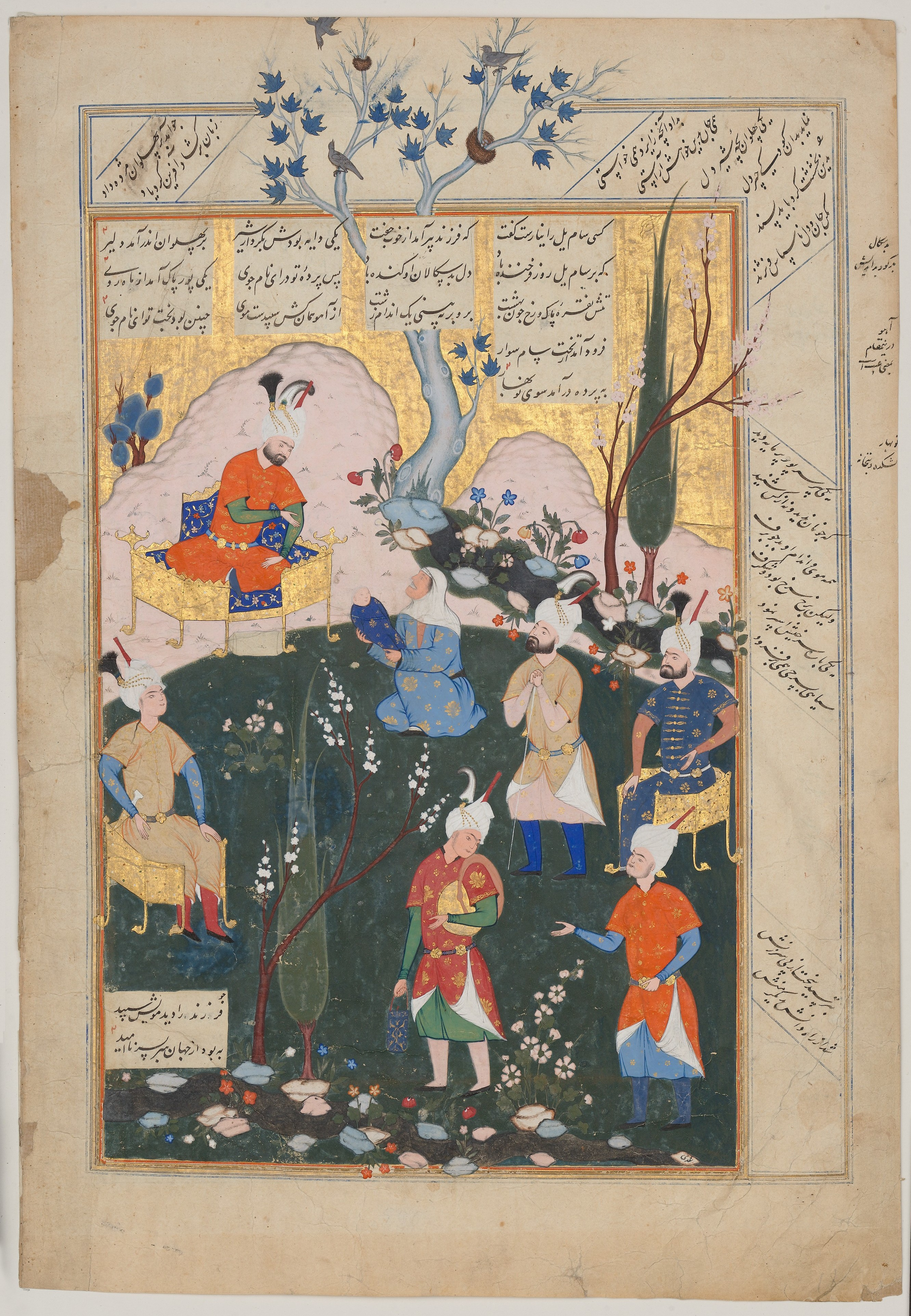
"ميلاد زال "، ورقة مصورة من مخطوطة الشاهنامه التي أنتجت للشاه الصفوي إسماعيل الثاني. أنشأه سيافوش في قزوين، بتاريخ 1576-1577

سيافاش أو سيافوش أو سيافوش بك (حوالي 1536 - قبل 1616) كان رسامًا إيرانيًا من أصل جورجي معروفًا بمنمنماته التي تحتوي على عناصر مناظر طبيعية درامية وتراكيب منظمة جيدًا. كان نشطًا في بلاط الشاه الصفويين في إيران.
وفقًا للمؤرخ الفارسي أحمد منشي غومي [الإنجليزية]، كان سيافاش عبدًا جورجيًا أُحضر إلى تبريز عندما كان طفلًا وعُين في الاستوديو الملكي حيث درس تحت إشراف الفنان مظفر علي، والرفيق المقرب للشاه الصفوي طهماسب الأول. وكان من بين طلابه ولي جان [الإنجليزية].